# Jairson Semedo
Jairson Fernandes da Costa Semedo (21 de fevereiro de 1977) é um ex-futebolista de São Tomé e Príncipe que atuava como meio-campista.

## Carreira em clubes
Fez toda sua carreira em Portugal, onde jogou por Beneditense, Vitória de Guimarães, Felgueiras, Chaves (duas passagens), Caçadores das Taipas, Académico de Viseu, Barreirense, Maia e Imortal. Após deixar o Chaves em 2008 (não jogou nenhuma partida na temporada), ficou 2 anos sem atuar e voltou aos gramados em 2010, no Arnoso SM, clube que disputava a segunda divisão do Campeonato de Futebol da Associação de Futebol de Braga. Encerrou a carreira em 2012, aos 35 anos.

## Seleção São-Tomense
Pela Seleção São-Tomense, foram 3 jogos disputados: 2 em 2000 (ambos contra Serra Leoa) e outro contra a Líbia, em outubro de 2003.

## Vida pessoal
Seus irmãos, Marlon e Gustavo Semedo, e seu sobrinho, Kelve Semedo, também seguiram carreira no futebol - os 2 primeiros jogaram apenas em equipes semiprofissionais (Marlon começou no 6 de Setembro, em São Tomé e Príncipe; Gustavo defendeu apenas times das divisões distritais em Portugal), enquanto Kelve (que se profissionalizou em 2022) joga pela Seleção São-Tomense desde 2023.